# 労働者職業病補償に関する条約 (1934年)
労働者職業病補償に関する条約（ろうどうしゃしょくぎょうびょうほしょうにかんするじょうやく、英語: Convention concerning Workmen's Compensation for Occupational Diseases (Revised)）は、国際労働機関の条約。1934年6月21日に採択され、1936年6月17日に発効した。労働者が死亡した場合に被扶養者へ補償する原則を定めており、1925年の同名の条約からの改正である。その後、1964年の業務災害の場合における給付に関する条約で改定された。
2018年4月現在、53か国が批准しており、うち12か国が1964年の条約を批准したため自動的に本条約から脱退している。